# Кубок Ліхтенштейну з футболу 1996—1997
Кубок Ліхтенштейну з футболу 1996—1997 — 52-й розіграш кубкового футбольного турніру в Ліхтенштейні. Титул здобув Бальцерс.

## Перший раунд
| Команда 1     | Рахунок | Команда 2      |
| ------------- | ------- | -------------- |
| Руггелль      | 0–2     | Трізен         |
| Трізенберг II | 2–0     | Ешен-Маурен II |
| Трізен        | 0–8     | Бальцерс       |
| Вадуц-2       | 2–5     | Шан            |
| Трізенберг    | 1–4     | Ешен-Маурен    |
| Руггелль II   | 2–0     | Шан Аццуррі    |

## 1/4 фіналу
| Команда 1     | Рахунок | Команда 2   |
| ------------- | ------- | ----------- |
| Трізенберг II | 0–7     | Бальцерс    |
| Руггелль II   | 0–14    | Вадуц       |
| Бальцерс II   | 1–3     | Ешен-Маурен |
| Шан           | 0–2     | Трізен      |

## 1/2 фіналу
| Команда 1   | Рахунок         | Команда 2 |
| ----------- | --------------- | --------- |
| Трізен      | 1–2             | Вадуц     |
| Ешен-Маурен | 4–4 дч пен. 1–3 | Бальцерс  |

## Фінал
| 8 травня 1997 |

| Бальцерс                       | 3–2 дч | Вадуц                                  |
| ------------------------------ | ------ | -------------------------------------- |
| Д. Фрік 46' М. Фрік 108', 113' |        | Т. Даумантас 75' Д. Гаслер 103' (пен.) |

| Шпортплац Блюменау, Трізен Глядачів: 1,300 Арбітр: Серж Мументалер (Швейцарія) |